# 趙訥
趙訥（？—？），字孟敏，山西汾州孝義縣人，民籍，明朝政治人物。

## 生平
嘉靖十九年（1540年）庚子科山西鄉試第三十八名舉人，三十八年（1559年）中式己未科會試第二百十七名，三甲第一百八十二名進士。授江都縣知縣，改直隸定興知縣，官至四川保宁府知府。

## 家族
曾祖趙泰，縣主簿；祖父趙鴻，壽官；父趙思商，縣主簿。母田氏。具慶下。